# Gerhard Rechkemmer
Gerhard Rudolf Rechkemmer (* 21. August 1951 in Heilbronn) ist ein deutscher Ernährungswissenschaftler und Physiologe. Er leitete von 2007 bis 2016 als Präsident das 2008 neu gegründete Max Rubner-Institut (MRI), Bundesforschungsinstitut für Ernährung und Lebensmittel (vormals Bundesforschungsanstalt für Ernährung und Lebensmittel) mit dem Hauptsitz in Karlsruhe und weiteren Standorten in Kiel, Detmold und Kulmbach.

## Leben
Rechkemmer studierte an der Universität Hohenheim und promovierte in Physiologie bei Wolfgang von Engelhardt (1982). Ab 1980 arbeitete er am Physiologischen Institut der Tierärztlichen Hochschule Hannover. Durch die Deutsche Forschungsgemeinschaft (DFG) wurde von 1984 bis 1986 ein Postdoktoranden-Stipendium für einen Forschungsaufenthalt am Department of Physiology and Biophysics der University of Alabama at Birmingham (USA) in der Abteilung von Professor Raymond A. Frizzell finanziert. Nach der Rückkehr an die Tierärztliche Hochschule Hannover habilitierte er 1989 für das Fachgebiet Physiologie, erhielt die Lehrbefugnis (Venia legendi) und wurde zum Privatdozenten ernannt.
Von 1992 Bis 1994 leitete er am Niedersächsischen Institut für Peptidforschung (IPF) bei Wolf-Georg Forssmann die Abteilung  Funktionsanalyse. 1994 wurde er zum außerplanmäßigen Professor an der Tierärztlichen Hochschule Hannover ernannt.
1995 erhielt er einen Ruf auf die Stelle eines Direktors und Professors und leitete das Institut für Ernährungsphysiologie der Bundesforschungsanstalt für Ernährung in Karlsruhe bis Ende 2002. Im Jahr 2000 wurde er zum außerplanmäßigen Professor für Physiologie der Universität Karlsruhe ernannt. Im Jahr 2003 nahm er einen Ruf auf die neugeschaffene Stiftungs-Professur (C4) für Biofunktionalität der Lebensmittel im Wissenschaftszentrum Weihenstephan der Technischen Universität München (TUM) an. Von dort wechselte er dann 2007 als Präsident an die Bundesforschungsanstalt für Ernährung, ab 2008 Max Rubner-Institut. 2016 ging er in den Ruhestand.
Sein Hauptarbeitsgebiet sind Untersuchungen zu den ernährungsphysiologischen Wirkungen bioaktiver Lebensmittelinhaltsstoffe.

## Mitgliedschaften
Gerhard Rechkemmer ist Mitglied in zahlreichen wissenschaftlichen Beiräten und Gesellschaften, u. a. der Deutschen Gesellschaft für Ernährung, der Deutschen Physiologischen Gesellschaft, der Deutschen Gesellschaft für Ernährungsmedizin, der American Society for Nutrition.
- Seit 2012 Vorsitzender des Erweiterten Vorstands des Kulinaristik-Forums Rhein-Neckar.
- Seit 1986 ist er Lifetime-Member des Mount Desert Island Biological Laboratory (MDIBL), Salsbury Cove, Maine (USA)
- Von 1998 bis 2002 war er deutscher Delegierter im Committee of Experts on Nutrition, Food Safety and Consumer Health des Europarats
- Seit dem Jahr 2000 ist er Mitglied bzw. ständiger Gast der Senatskommission zur gesundheitlichen Bewertung von Lebensmitteln (SKLM) der Deutschen Forschungsgemeinschaft.
- Von 2010 bis 2014 Präsident des Senats der Bundesforschungsinstitute des Bundesministeriums für Ernährung und Landwirtschaft. Seit 2014 Vizepräsident.
- Gründungsmitglied und bis 2013 im Vorstand der Deutschen Agrarforschungsallianz (DAFA)
- Von 2004 bis 2014 war er Editor-in-Chief (Hauptherausgeber) des European Journal of Nutrition, der europaweit führenden wissenschaftlichen Zeitschrift für Ernährungswissenschaft.
- Er ist seit 2011 ehrenamtliches Mitglied des Board of Directors des International Life Sciences Institutes (ILSI) Europe und seit 2013 des Board of Trustees von ILSI Global.
- 2014 Mitglied der Strategiekommission Bioökonomie des Landes Baden-Württemberg

## Auszeichnungen
- 1988 Verleihung des Gustav-Rosenberger-Gedächtnispreises durch die Tierärztliche Hochschule Hannover
- 2007 Ernennung  zum Honorarprofessor der Universität Karlsruhe, dem jetzigen Karlsruher Institut für Technologie (KIT).